# Brachystelma bruceae
Brachystelma bruceae är en oleanderväxtart som beskrevs av Robert Allen Dyer. Brachystelma bruceae ingår i släktet Brachystelma och familjen oleanderväxter. Inga underarter finns listade i Catalogue of Life.